# Casa Rosa Bergnes de las Casas
La casa Rosa Bergnes de las Casas és un conjunt arquitectònic situat als carrers d'Avinyó i d'en Carabassa de Barcelona. Com que no està catalogat, li correspon la categoria D (bé d'interès documental), atorgada per defecte a tots els edificis del districte de Ciutat Vella.

## Història

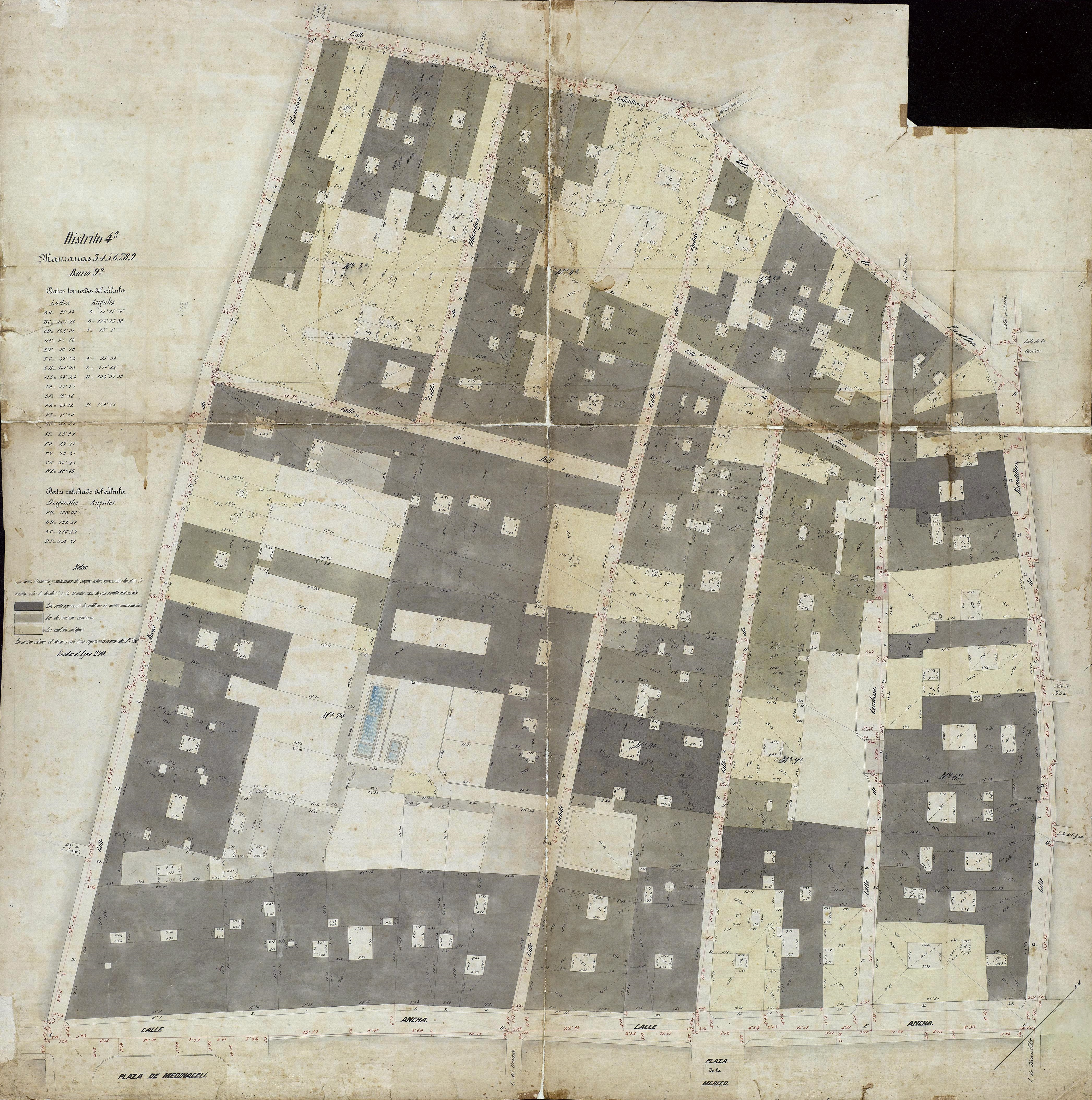
Quarteró núm. 113 de Garriga i Roca (c. 1860)

Rosa Bergnes de las Casas, germana bessona d'Antoni Bergnes de las Casas, va heretar del seu pare Pau Bergnes i Roca una finca als carrers dels Escudellers (actualment Avinyó) i d'en Carbassa, coneguda com a Fontana d'Or pel nom d'un hostal que hi havia hagut. El 1845, va dividir la propietat en dues parcel·les aproximadament iguals i va vendre la més meridional a Antoni Sala i Brugués. El 1846, va encarregar el projecte d'un nou edifici a l'arquitecte Francesc Daniel Molina, presentat en dos expedients separats, un pel carrer d'Avinyó, i un altre pel d'en Carabassa.
Tal com testimonia una placa commemorativa, hi va viure el seu gendre Frederic Soler i Hubert, «Serafí Pitarra», casat amb la seva filla Albina.

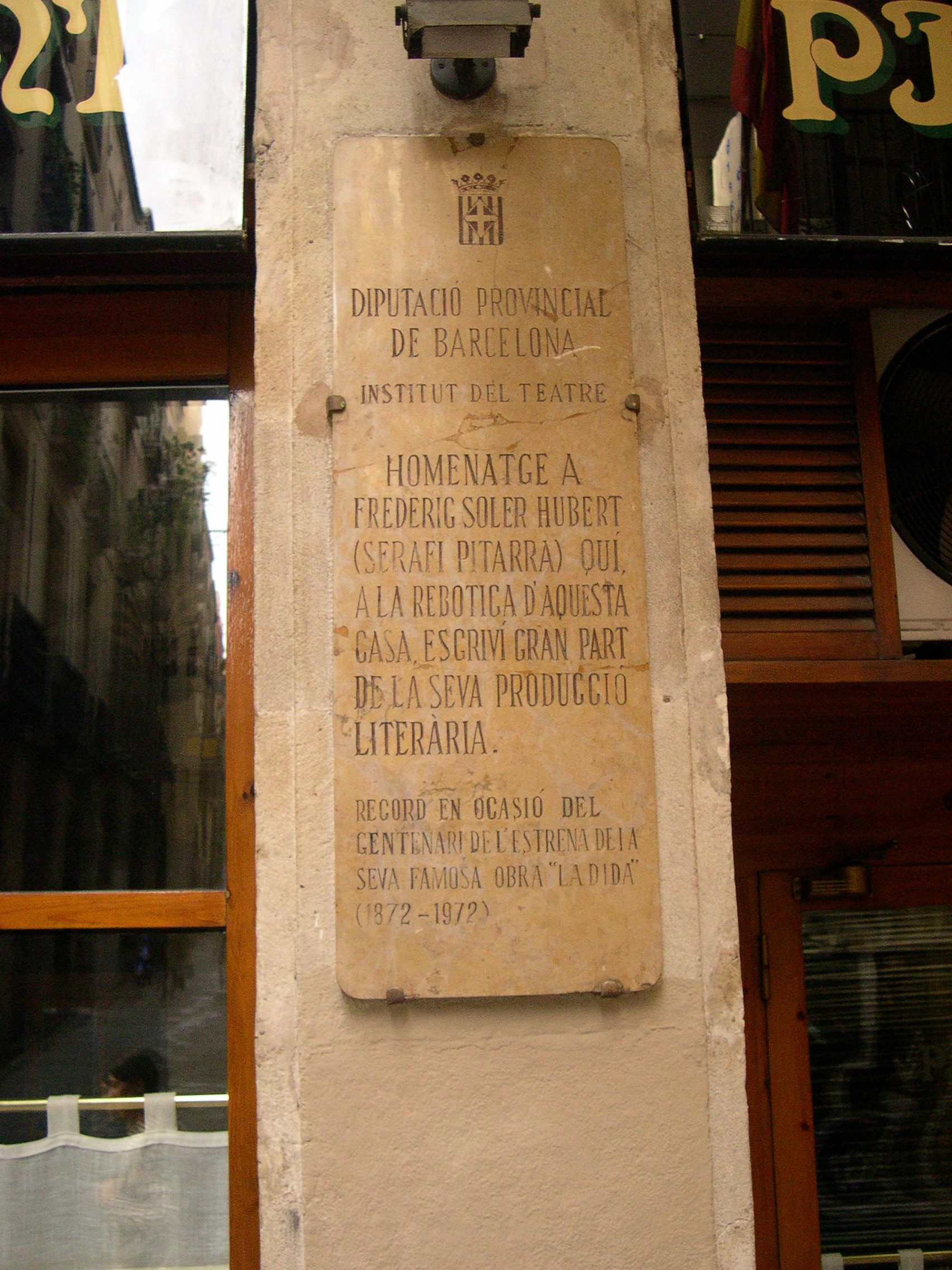
Placa commemorativa de Francesc Soler «Pitarra»

## Descripció
Es tracta d'un edifici format per dos cossos de planta baixa i quatre pisos (actualment finques diferents) separats per un pati de parcel·la. El del carrer d'Avinyó té l'accés a l'escala de veïns (núm. 54) en un extrem dels baixos del núm. 52, mentre que la resta de la façana (núm. 56) té tres balcons per planta, amb brancals de pedra motllurada i baranes amb motius decoratius de ferro colat, i el coronament té una cornisa sostinguda per permòdols. En línies generals, seria com una versió més reduïda del núm. 58, obra contemporània del mateix autor.

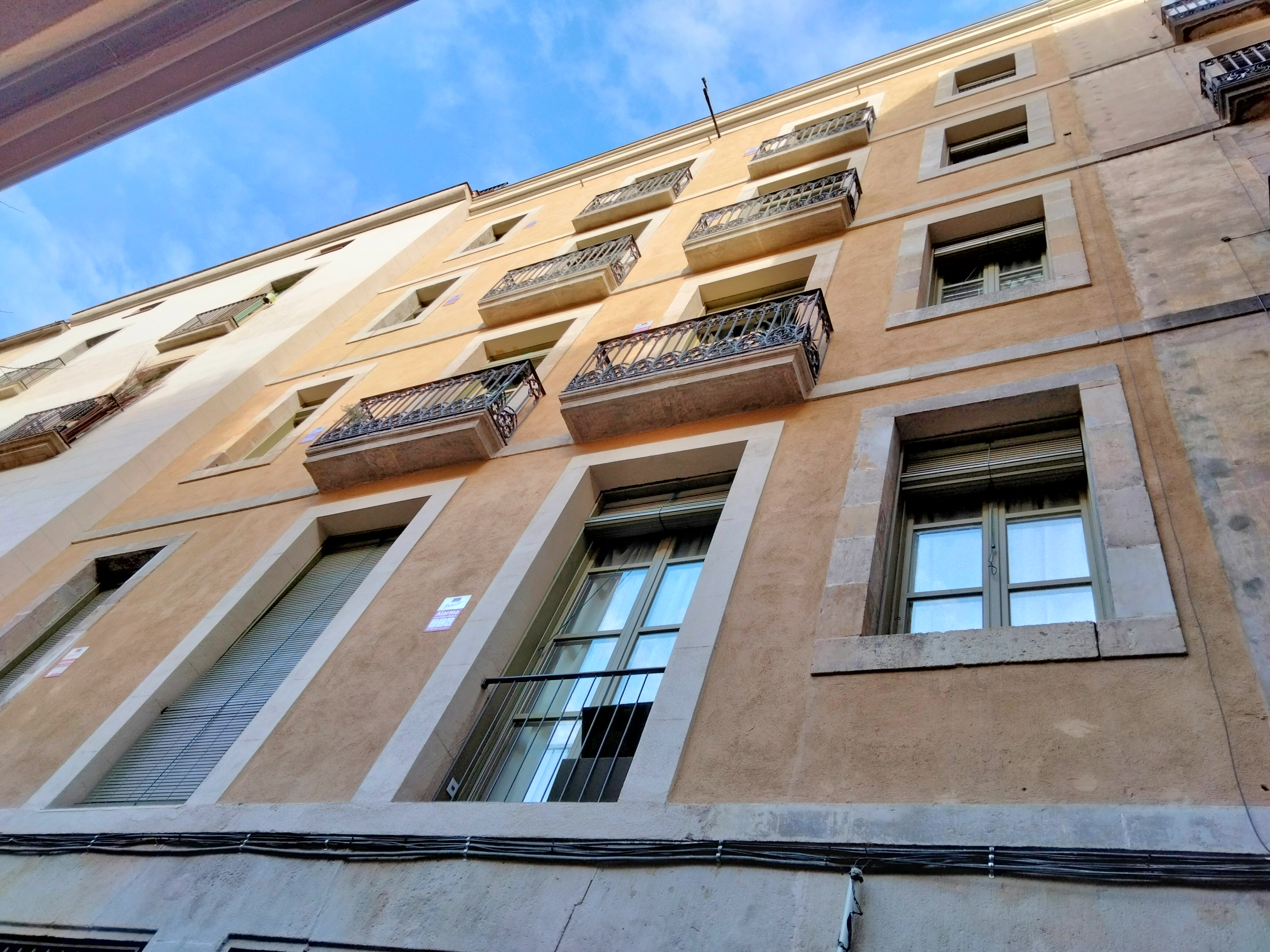
Façana del carrer d'en Carabassa

La façana del carrer d'en Carabassa és més austera. Als pisos superiors hi ha dues finestres als costats i dos balcons al centre, amb baranes del mateix estil que l'anterior.